# Барак Обама: Чернокожий Кеннеди
«Бара́к Оба́ма: Черноко́жий Ке́ннеди» (нем. Barack Obama — Der schwarze Kennedy) — первая и самая продаваемая немецкоязычная биография президента США Барака Обамы, написанная журналистом Кристофом фон Маршаллом.
Книга была написана в то время, когда её автор бо́льшую часть 2007 года путешествовал в качестве репортёра газеты Der Tagesspiegel. Маршалл охватывает биографию Обамы, повествуя о детстве, студенческих годах, общественной деятельности в Чикаго, политической карьере, включая президентскую кампанию 2008 года. Журналист резюмирует свои впечатления от президента США, заявляя: «История его жизни означает американскую мечту». По мнению автора, Барак Обама — живое доказательство того, что США — действительно страна неограниченных возможностей.
Название книги, которое подразумевает близкое сходство между Обамой и Джоном Ф. Кеннеди, показалось некоторым людям бесполезным, когда оно было опубликовано в декабре 2007 года. Однако в последующие месяцы многие немцы сравнили Кеннеди и Обаму и выразили надежду, что президентство Обамы улучшит отношения между США и Европой. Кеннеди известен фразой «Я — берлинец», произнесённой в 1963 году в Западном Берлине, в разгар холодной войны. Модератор немецкого телеканала NDR Штеффен Халлашка сказал: «Немцы 60-х возлагали на Кеннеди много надежд и фантазий. Это то, что они делают [сейчас] с Обамой».
Книге «Барак Обама: Чернокожий Кеннеди» приписывают помощь в пробуждении интереса и поддержки Обамы среди людей в Германии, причём выражение «der schwarze Kennedy» («чернокожий Кеннеди») стало популярным. Кристоф фон Маршалл, однако, указывал в некоторых интервью, что главный соперник Обамы от Демократической партии Хиллари Клинтон и её муж, бывший президент Билл Клинтон, также популярны в Германии и в остальной Европе.